# Cueva de Mazaculos
La Cueva de Mazaculos está situada en la La Franca en el concejo asturiano de Ribadedeva.
La cueva está situada en las cercanías de la Playa de La Franca, en un abrigo usado ya en tiempos prehistóricos (época asturiense). La cueva presenta restos de pinturas  en zig-zgag y otro tipo de motivos menos complicados como trazos.
- Datos: Q5794161